# ThyssenKrupp Rasselstein
Koordinaten: 50° 25′ 55,1″ N, 7° 26′ 6,6″ O

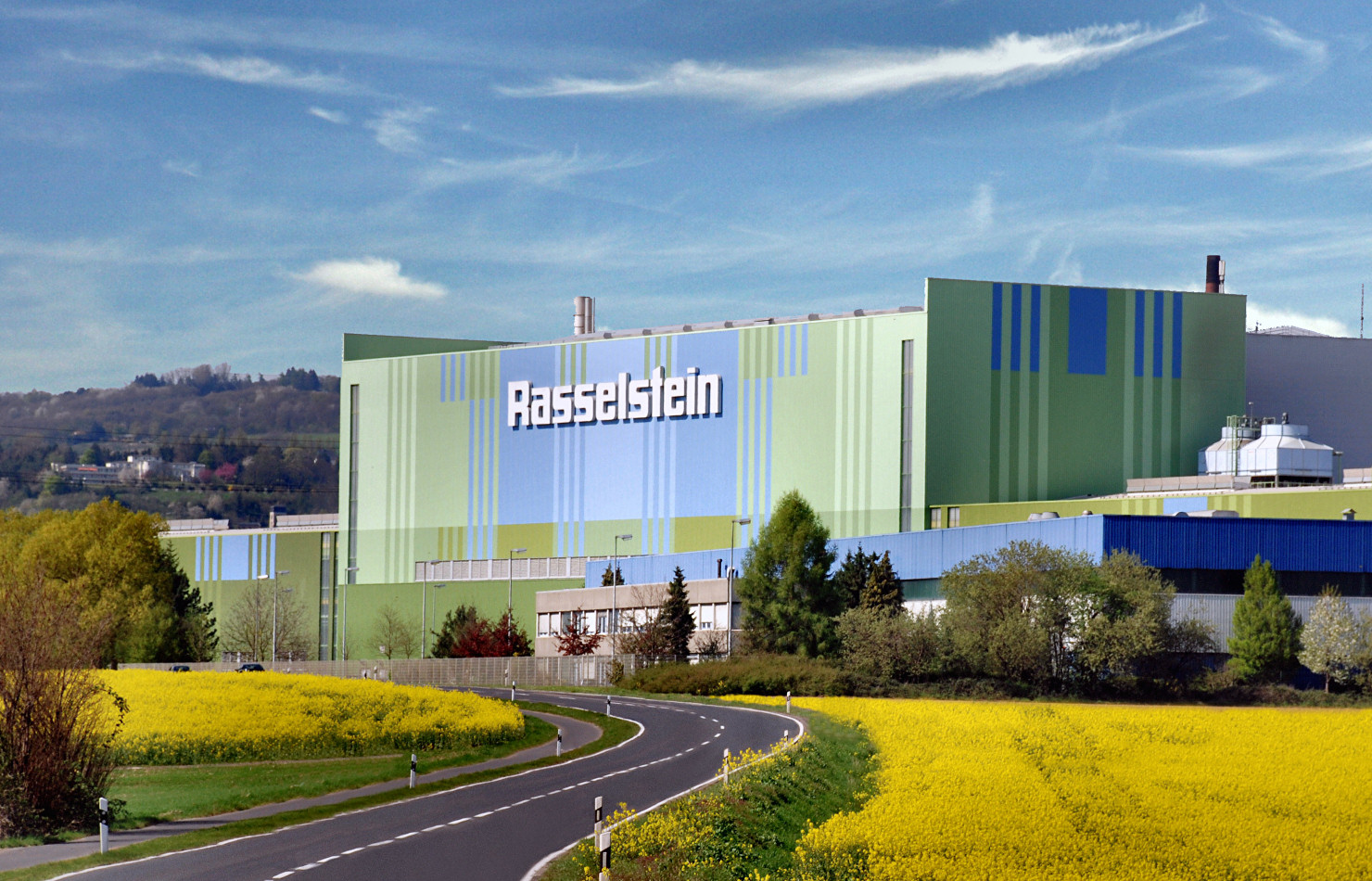
ThyssenKrupp Rasselstein GmbH, Andernach

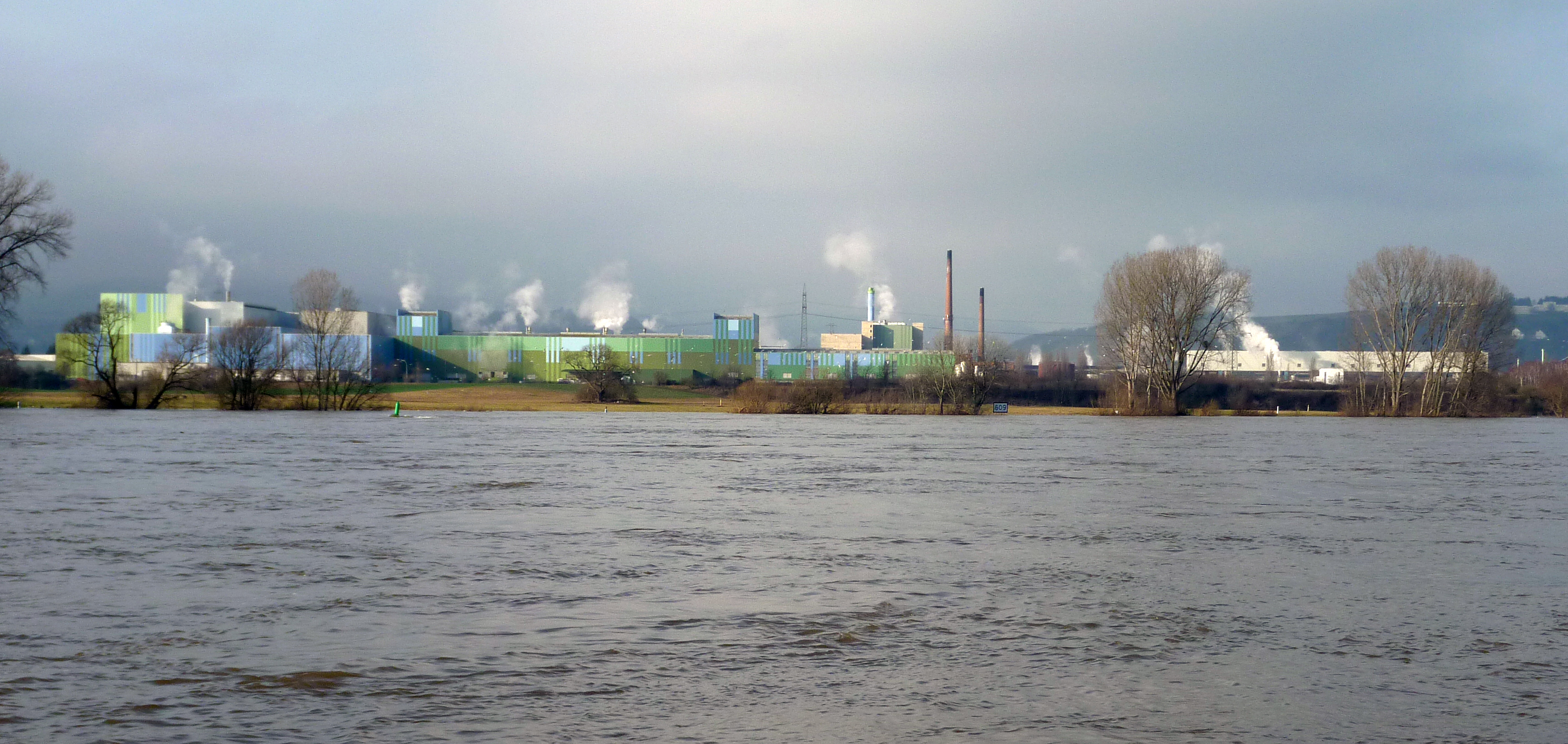
Werk Andernach von Neuwied aus gesehen

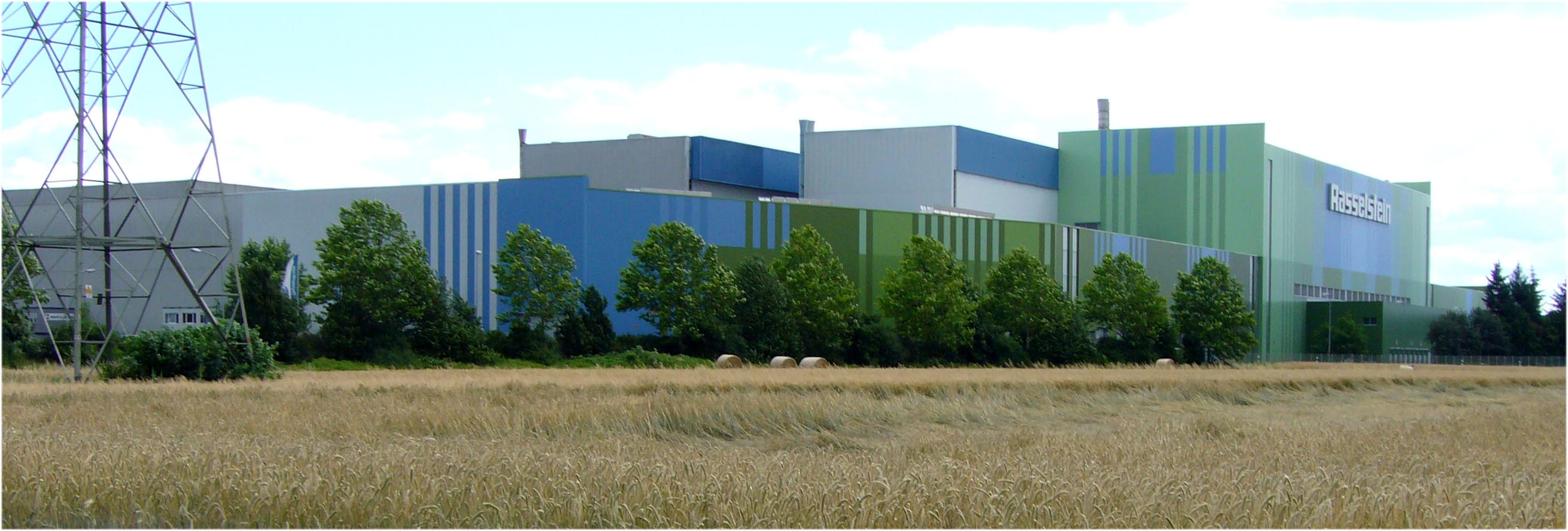
Teilansicht Werk Andernach

Die Thyssenkrupp Rasselstein GmbH mit Sitz in Andernach ist ein Tochterunternehmen der ThyssenKrupp Steel Europe AG.
Die Thyssenkrupp Rasselstein GmbH ist der einzige deutsche Weißblechhersteller. Am weltweit größten Produktionsstandort für Verpackungsstahl stellt Rasselstein verzinntes Weißblech, Feinstblech und spezialverchromtes Feinstblech, mit einer Dicke von 0,100 bis 0,499 mm her. Das Unternehmen beschäftigte im Geschäftsjahr 2010/2011 (Stand: 30. September 2012) 2.373 Mitarbeiter und erzielte, bei einem Absatz von 1,4 Mio. t veredeltem und unveredeltem Material, einen Umsatz von 1.384 Mio. Euro. Im Jahr werden dafür rund 10 Mio. m³ Grundwasser verbraucht. Die Thyssenkrupp Rasselstein GmbH betreut 400 Kunden in mehr als 80 Ländern und gehört somit zu den drei größten Weißblechlieferanten in Europa.

## Geschichte
Der Name Rasselstein wird erstmals 1665 urkundlich erwähnt und wird auf die "rasselnden Steine" eines im unteren Wiedtal liegenden Steinbruchs zurückgeführt. Zwischen 1748 und 1752 ließ Johann Friedrich Alexander Fürst zu Wied die Mühlen um eine Eisenhütte, einen Blechhammer und eine Kleineisenfabrik erweitern, 1751 kamen noch eine Salpeterhütte, ein Bohrwerk, eine Pulvermühle, eine Pottaschefabrik und eine Scharlachfärberei dazu.

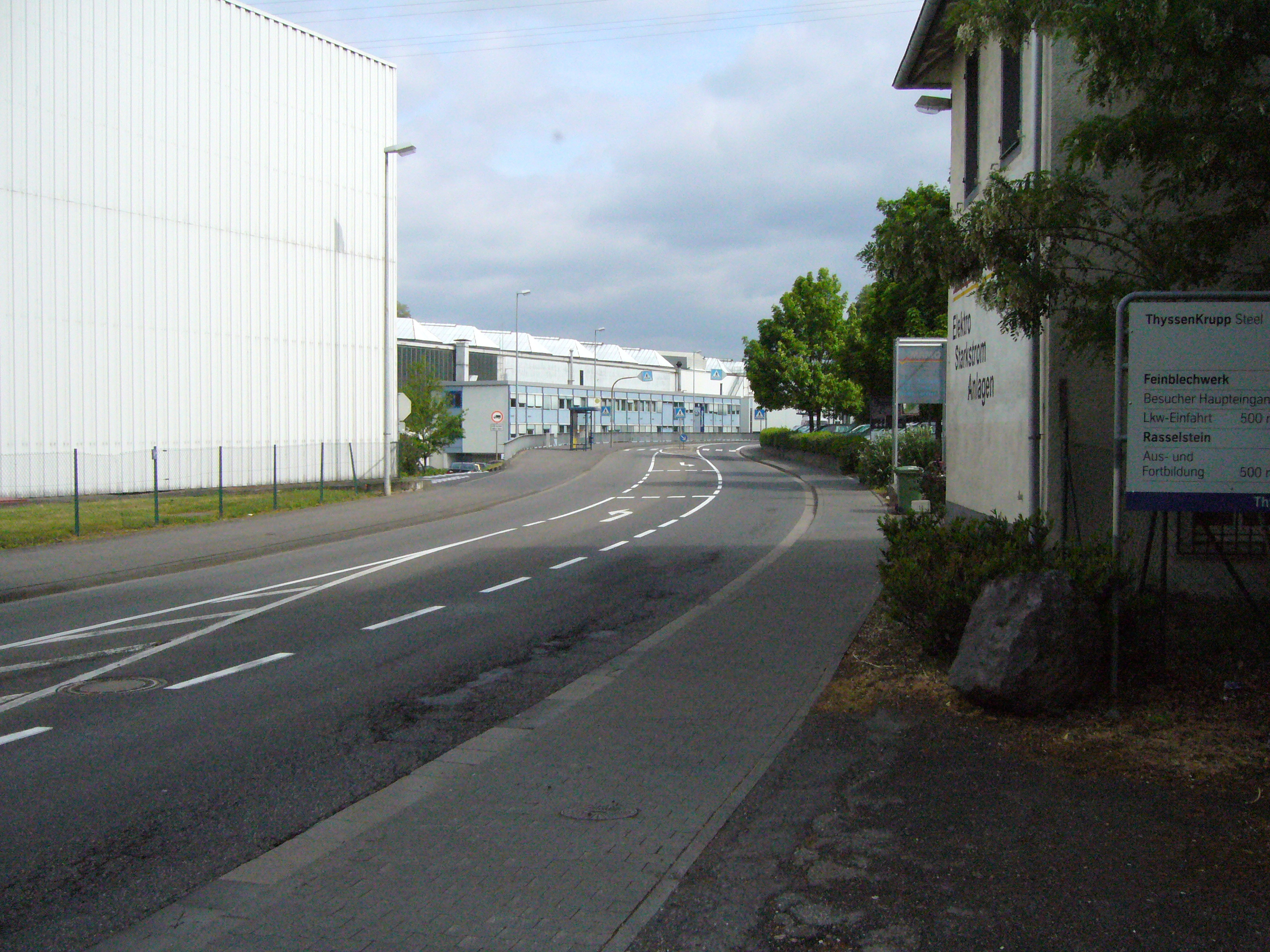
Rasselstein Verwaltungs GmbH, (ThyssenKrupp Steel Europe AG) Feinblechwerk Neuwied

Das Unternehmen wurde 1760 an Heinrich Wilhelm Remy aus Bendorf für zehn Jahre verpachtet. 1761 wurde der erste Hochofen gebaut, bis 1770 entstand das erste Blechwalzwerk Deutschlands. 1784 kaufte Carl Wilhelm Remy das Werk. Der Rasselstein wurde schnell zu einem bedeutenden Lieferanten von bearbeiteten Eisen- und Stahlprodukten. 1824 werden der erste Puddelofen und ein Stabwalzwerk gebaut. 1835 lieferte Rasselstein unter anderem die Schienen für die erste deutsche Eisenbahnstrecke von Nürnberg nach Fürth. Es war das einzige deutsche Werk, das seinerzeit Schienen in der geforderten Länge walzen und der entsprechenden Qualität herstellen konnte. 1842 liefert Rasselstein alle Teile für die Mannheimer Kettenbrücke. Ab 1856 begann die kontinuierliche Produktion von Weißblech. 1883 fand die Inbetriebnahme der ersten Bessemerbirne in Deutschland statt, vier Jahre später wurde der Hochofen ausgeblasen und die Erzverhüttung eingestellt. In den folgenden Jahren wurde die Stahlerzeugung modernisiert und 1893 zwei Siemens-Martin-Öfen installiert.

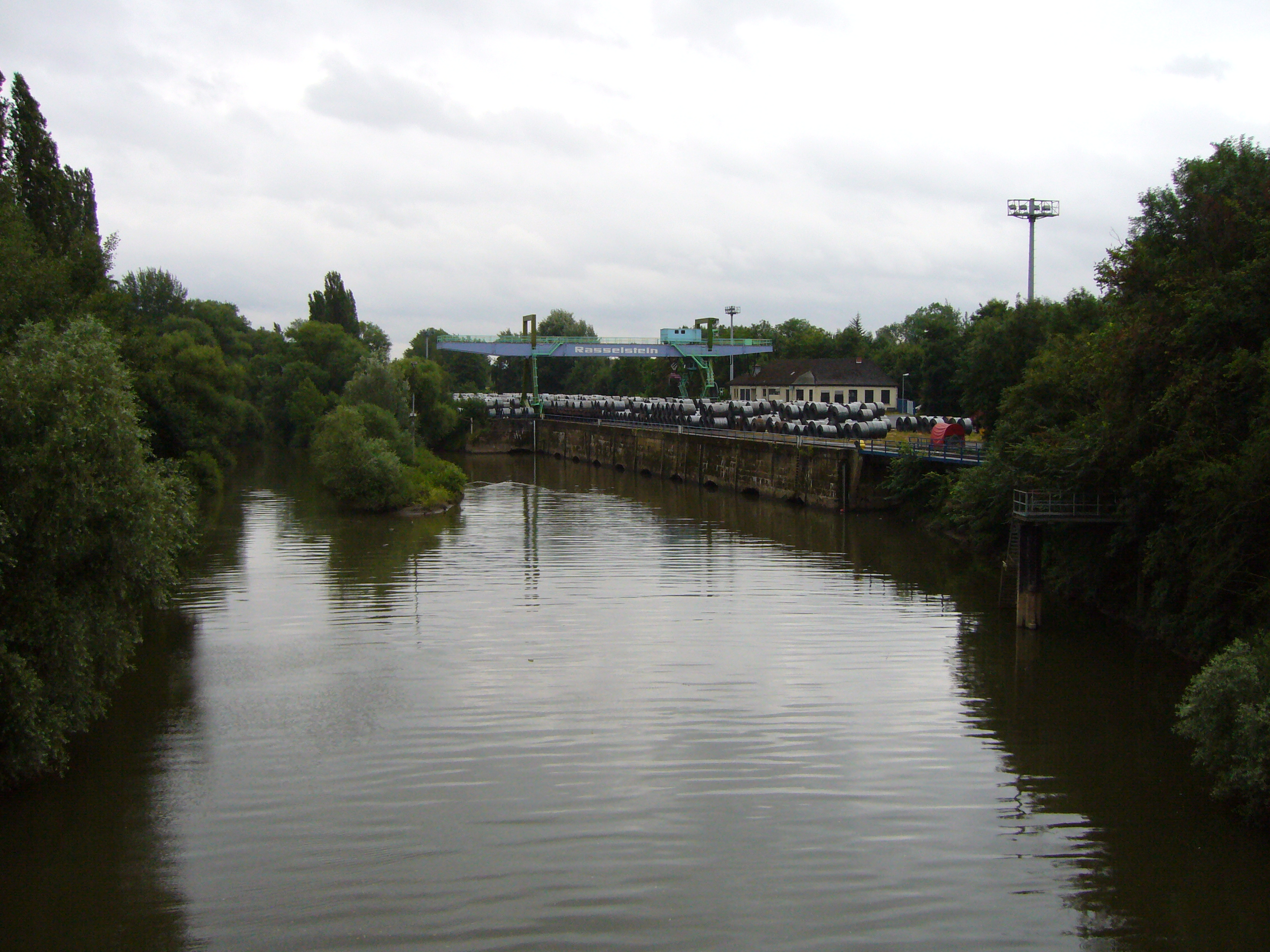
Wiedhafen Rasselstein

Von 1919 bis 1920 wurde der Wiedhafen an der Wiedmündung gebaut. In Andernach wurde 1921 das Bandstahlwerk Remy von der Zypen&Co. in Betrieb genommen. Bis 1922 war die Familie Remy alleinige Besitzerin der Rasselsteiner Eisenwerke. 1923 beteiligte sich Otto Wolff zu einem Drittel an Rasselstein, 1934 übernahm er anschließend die Aktienmehrheit und wurde Aufsichtsratsvorsitzender. In diesem Jahr wurde auch die erste elektrolytische Bandverzinnungsanlage der Welt gebaut, die Grundlage für das moderne Verpackungsmaterial Weißblech. 1938 wurde Otto Wolff Alleineigentümer des Rasselsteins. Die erste Kaltwalzstraße für Breitband auf Reversiergerüst ging in Betrieb.
Nach der Neugründung 1951 als Stahl- und Walzwerke Rasselstein/Andernach AG wurden 1952 das Verwaltungshochhaus in Neuwied und zwischen 1953 und 1955 eine dreigerüstige Tandemwalzstraße, die elektrolytische Breitbandverzinnung und der erste Durchlauf-Glühofen Europas gebaut. Thyssen übernahm 1958 25 Prozent des Unternehmens an Rasselstein. In den Jahren 1959 bis 62 wurde der Warmbetrieb in Neuwied stillgelegt, 1960 wurde die erste fünfgerüstige Tandemstraße Deutschlands eingeweiht. 1962 erhöht Thyssen seine Beteiligung auf 50 Prozent.
1990 wurde die Otto-Wolff-Gruppe von Thyssen übernommen. Durch die Zusammenlegung der Krupp Hoesch AG und der Weißblechbetriebe der Rasselstein AG entsteht die Rasselstein Hoesch GmbH. 2004 erfolgte die Umbenennung in Rasselstein GmbH. Seit 2005 ist Rasselstein der weltgrößte Produktionsstandort für Weißblech.
Am 15. Februar 2012 erfolgte die Umfirmierung in ThyssenKrupp Rasselstein GmbH.

### Produktionsende in Neuwied
Zwischen 2013 und 2016 wurde die Produktion in mehreren Teilschritten vom Werk Neuwied ins 3 km Luftlinie entfernte Werk Andernach auf der anderen Rheinseite verlagert. Das Schließen des Neuwieder Werks beendet eine mehr als 250-jährige Geschichte der Stahlproduktion am Standort Neuwied. Es wurden zuletzt verzinkte Spezialbleche für die Automobilindustrie hergestellt. Knapp 300 Mitarbeiter werden weiter beschäftigt. Die Stadt Neuwied sicherte sich 2018 das Vorkaufsrecht für das Gelände und die Werkshallen in Neuwied.

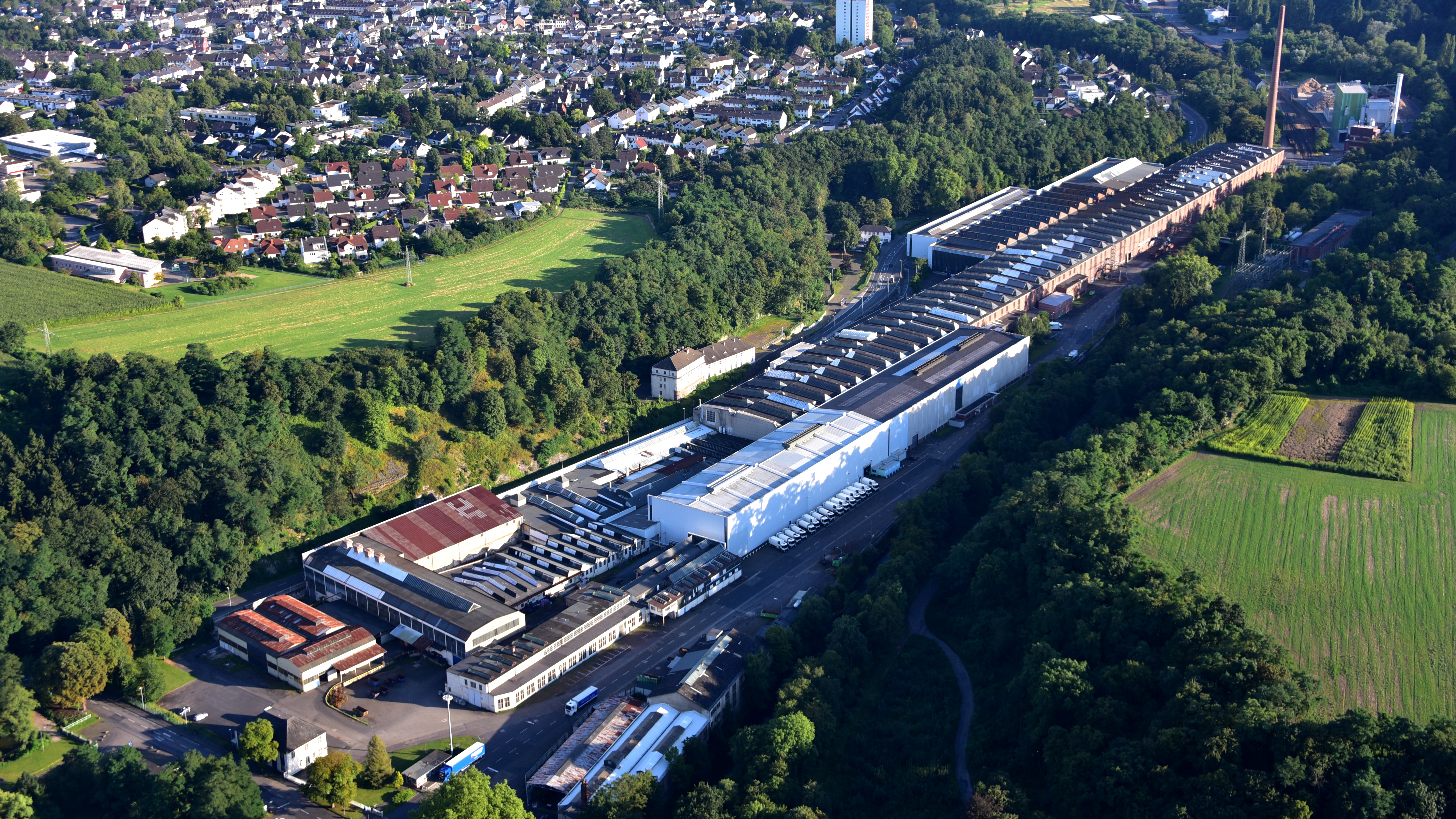
Thyssen Krupp Steel AG Feinblechwerk Rasselstein, ehem. Werk Neuwied, Luftaufnahme (2016)

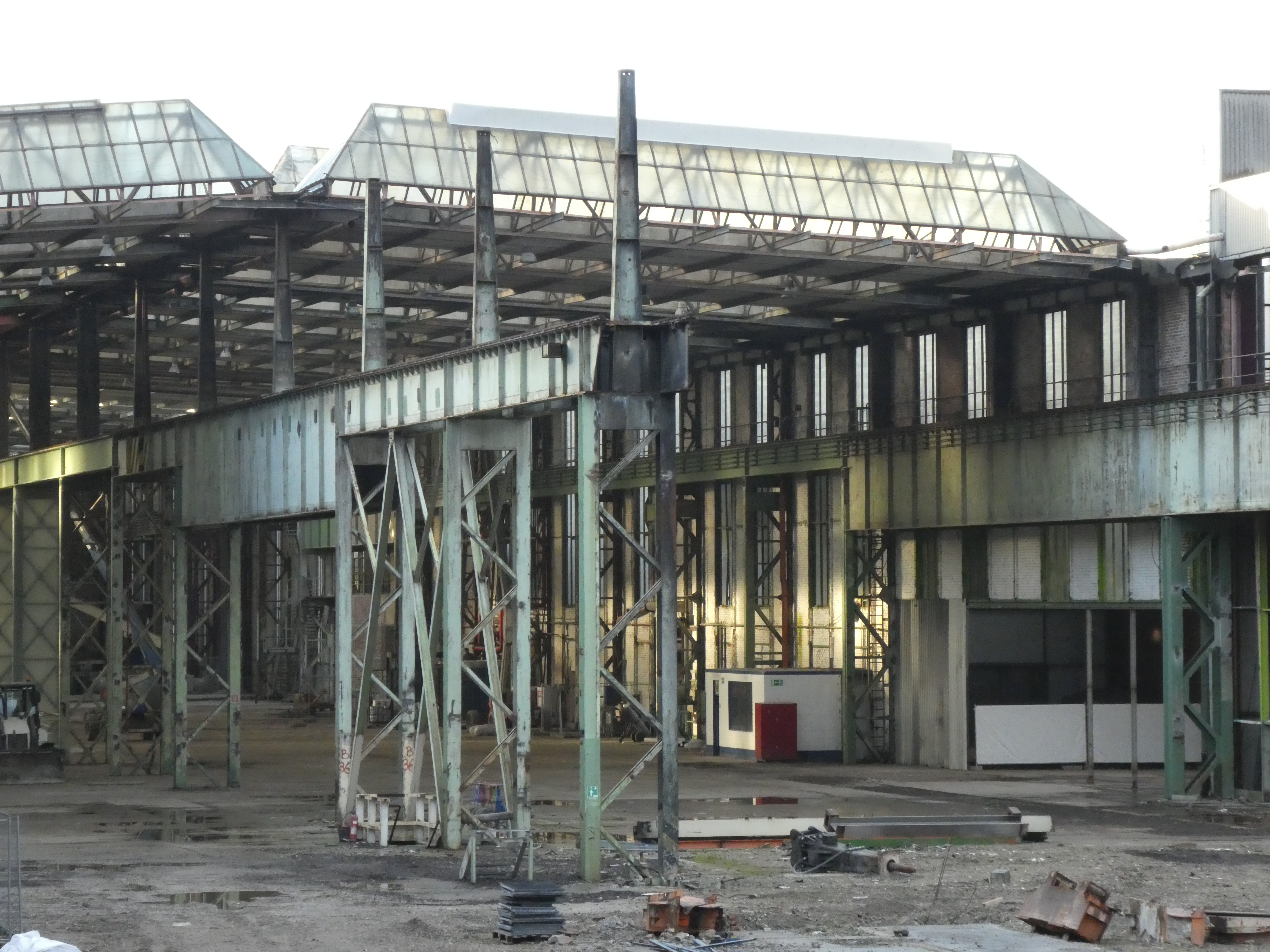
Halle des ehem. Werks Neuwied während des Abrisses im Oktober 2023